# 前田利之
前田 利之（まえだ としこれ）は、加賀大聖寺藩の第9代藩主。

## 生涯
天明5年（1785年）10月17日、第7代藩主・前田利物の三男として大聖寺で生まれる。文化2年（1805年）、第8代藩主で従兄の利考が死去したため、その養子として文化3年（1806年）3月14日に家督を継いだ。文政4年（1821年）、本家の加賀藩主・前田斉広の懇請により、幕府から10万石の高直しを受けて、大聖寺藩は10万石格の大名となった。ところがこれにより、軍役の負担など出費の増大が相次いで財政悪化を招いた。このため、倹約を強化して財政再建を目指したが、効果はなかった。
天保7年12月10日（1837年1月16日）、大聖寺で死去した。享年52。跡を次男の利極が継いだ。

## 系譜
父母
- 前田利物（実父）
- 梅芳院 ー 前田信成の娘、側室（実母）
- 前田利考（養父）

正室
- 貞寿院 ー 酒井忠徳の娘

側室
- 智泉院 ー 厚見氏
- 古河氏
- 中村氏
- 蓮静院 ー 小原氏益の娘

子女
- 前田造酒丞（長男）生母は貞寿院（正室）
- 前田利極（次男）生母は貞寿院（正室）
- 前田緩次郎 ー 塋運院（三男）生母は智泉院（側室）
- 前田利建、生母は智泉院（側室）
- 前田利平（六男）生母は蓮静院（側室）
- 鈴 ー 霊光院、生母は智泉院（側室）
- 建 ー 水野忠順正室、生母は蓮静院（側室）
- 銈 ー 永井直輝正室、生母は中村氏（側室）